# Michael Faraday
Michael Faraday, FRS (ngày 22 tháng 9 năm 1791 – ngày 25 tháng 8 năm 1867) là một nhà hóa học và vật lý học người Anh (hoặc là nhà triết học tự nhiên, theo thuật ngữ của thời đó) đã có công đóng góp cho lĩnh vực Điện từ học và Điện hóa học.
Faraday nghiên cứu về trường điện từ xung quanh một dây dẫn có dòng điện một chiều chạy qua. Khi nghiên cứu những vấn đề này, Faraday đã thành lập khái niệm cơ bản về trường điện từ trong vật lý, rồi sau đó được phát triển bởi James Maxwell. Ông cũng khám phá ra cảm ứng điện, nghịch từ, và định luật điện phân. Ông chứng minh rằng từ học có thể tác động lên các tia của ánh sáng. Những sáng chế của ông về những thiết bị có điện trường quay đã đặt nền móng cho công nghệ động cơ điện, và ông có công lớn khi làm cho điện có thể sử dụng trong ngành công nghệ.
Về mặt hóa học, Michael Faraday phát hiện ra benzene, nghiên cứu về clathrate hydrate, sáng chế ra hình dạng đầu tiên của đèn Bunsen và hệ thống chỉ số oxy hóa, và công bố các thuật ngữ như anode, cathode, electrode, và ion.
Mặc dù Faraday được đào tạo ở trường rất ít và biết ít về toán cao cấp, như phép giải tích, nhưng ông là một trong những nhà khoa học có uy tín trong lịch sử. Các nhà nghiên cứu về lịch sử của khoa học cho rằng ông là người chủ nghĩa thực nghiệm tốt nhất trong lịch sử khoa học. Đơn vị SI của tụ điện, farad, được đặt theo tên của ông, cũng như hằng số Faraday, điện tích trong một đơn vị mole của electron (khoảng 96,485 coulomb). Định luật cảm ứng Faraday nói rằng luồng điện từ thay đổi trong thời gian nhất định tạo ra một lực điện động tỷ lệ.
Faraday là vị giáo sư hóa học Fullerian đầu tiên và lỗi lạc nhất của Viện Hoàng Gia Anh Quốc, đã giữ vị trí trong suốt cuộc đời.
Albert Einstein đã dán tấm hình của Faraday lên phòng học của mình cùng với những tấm hình của Isaac Newton và James Clerk Maxwell.

## Những năm đầu
Faraday được sinh ra ở Newington Butts, bây giờ là một phần của khu phố Southwark ở Luân Đôn; nhưng sau đó là phần ngoại ô của Surrey, một dặm về phía nam của cầu Luân Đôn. Gia đình ông không được sung túc. Bố của ông, James, là thành viên của giáo phái cơ đốc Glassite. James Faraday chuyển vợ và hai con rời khỏi Outhgill, Westmorland (nơi ông đã học việc ở làng rèn) đến Luân Đôn trong suốt mùa đông của năm 1790-1791. Michael được sinh ra trong mùa thu năm đó. Cậu nhóc Michael Faraday, là người con thứ ba trong bốn người con, chỉ có được những kiến thức cơ bản nhất từ nhà trường, phải tự nỗ lực giáo dục mình. Lúc 14 tuổi, ông học việc ở cửa hiệu đóng sách và bán sách George Riebau ở Blandford St và, trong suốt 7 năm học việc, ông đã đọc được rất nhiều sách, trong đó có sách của Isaac Watts, quyển Mở mang trí tuệ, và ông say mê tiến hành các nguyên lý và quan điểm trong quyển sách. Ông đã biểu lộ niềm đam mê với khoa học, nhất là lĩnh vực điện năng. Đặc biệt, ông được truyềnn cảm hứng bởi quyển sách Đàm thoại với Hóa Học viết bởi Jane Marcet.
Ở tuổi 20, vào năm 1812, khi kết thúc học việc, Faraday đã tham dự các buổi thuyết giảng của nhà hoá học nổi tiếng người Anh Humphry Davy của Học viện Hoàng Gia và Hội hoàng gia Luân Đôn, và của John Tatum, người sáng lập Hội triết học Thành phố. Các vé của những buổi thuyết giảng này được trao cho Faraday bởi William Dance (một trong những người sáng lập Hội yêu nhạc của Hoàng Gia). Sau đó, Faraday gửi cho Davy một quyển sách dày 300 trang mà ông đã ghi chép những điều trong buổi thuyết giảng. Davy trả lời ngay lập tức, một cách ân cần và hào hứng. Khi Davy bị giảm thị lực trong tai nạn với nitrogen trichloride, ông quyết định thuê Faraday làm thư ký. Khi John Payne, một trong những phụ tá trong Học viện Hoàng Gia, bị sa thải, Sir Humphry Davy được yêu cầu tìm người thay thế. Ông đã chỉ định Faraday làm người phụ tá hóa học tại Học viện Hoàng Gia vào ngày 1 tháng 3 năm 1813.
Trong tầng lớp người Anh thời đó, Faraday không được xem thuộc giới thượng lưu. Khi Davy đi thuyết giảng ở toàn châu lục trong các năm 1813–15, người giúp việc của ông không muốn đi cùng. Faraday được gọi làm phụ tá khoa học cho Davy, và được yêu cầu làm công việc như người giúp việc của Davy cho tới khi vị trí này có thể được tìm thấy ở Paris. Faraday buộc phải làm tròn bổn phận là người giúp việc cũng như phụ tá trong suốt hành trình. Vợ của Davy, Jane Apreece, từ chối đối xử với Faraday như tầng lớp ngang hàng (đưa ông đi cùng ra ngoài bãi biển, ăn với các người hầu, v.v..) và nói chung làm cho Faraday cảm thấy quá khổ sở đến nỗi ông lẳng lặng bỏ về Anh Quốc một mình và từ bỏ tất cả khoa học. Dù sao, chuyến đi đã cho ông đường đến với khoa học ưu tú của Âu Châu và làm chủ nguồn cảm hứng sáng tạo.
Faraday là một người sùng đạo Cơ đốc giáo. Chi nhánh Sandemanian của ông là một chi nhánh của hệ thống nhà thờ Scotland. Sau khi kết hôn, ông ta phụng sự nhà thờ trong nhà hội nghị. Nhà thờ của ông nằm ở Paul's Alley tại Barbican. Nhà hội nghị này lại chuyển đến Barnsbury Grove, Islington vào năm 1862. Chỗ Bắc Luân Đôn này là nơi mà Faraday phụng sự 2 năm cuối cùng của mình trước khi xin trao lại chức vụ.
Faraday cưới Sarah Barnard (1800–1879) vào ngày 12 tháng 6 năm 1821, Họ không có con. Họ gặp toàn thể gia đình tại nhà thờ Sandemanian. Ông đã xưng tội với giáo đoàn Sandemanian một tháng sau khi kết hôn.

## Thành tựu khoa học

### Hóa học

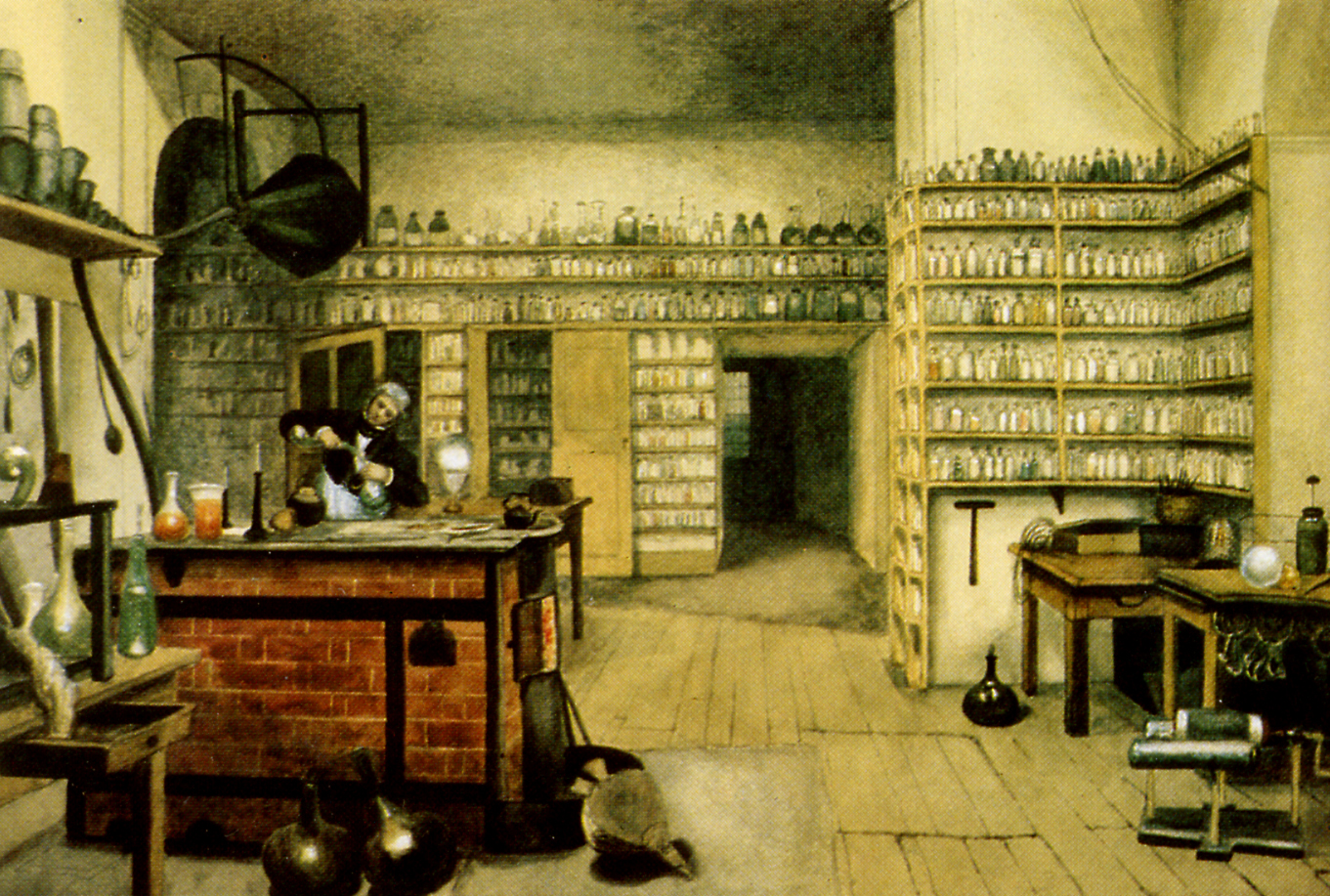
Michael Faraday trong phòng thí nghiệm. Những năm 1850 họa sĩ Harriet Jane Moore đã ghi chép cuộc đời Faraday bằng những bức tranh màu nước.

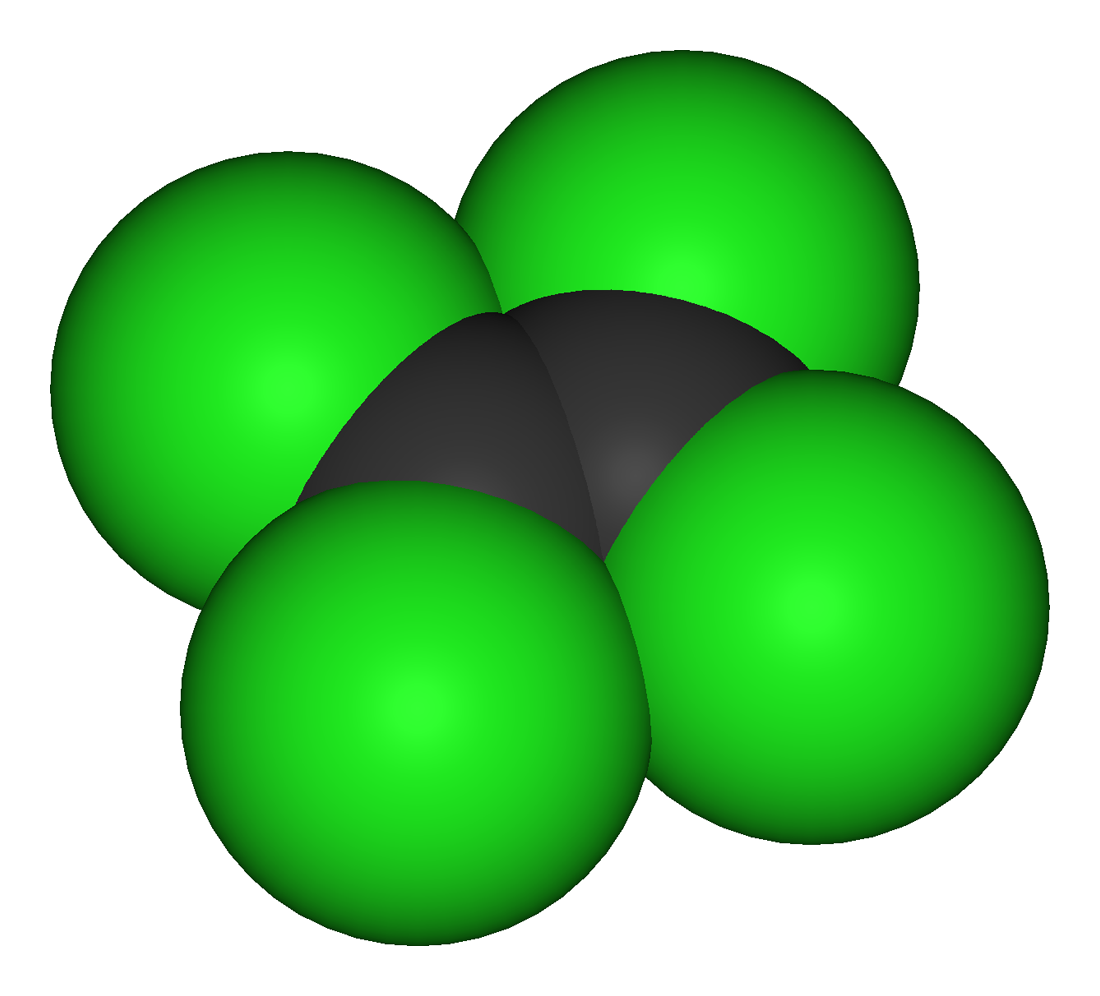
tetrachloroethylene molecule

Công việc hóa học đầu tiên của Faraday là làm phụ tá cho Humphry Davy. Faraday nghiên cứu riêng biệt về clo, ông đã phát hiện ra hai chloride của cacbon. Ông cũng làm thí nghiệm gian khổ đầu tiên về sự khuếch tán khí, một hiện tượng đã được biết đến bởi John Dalton, tầm quan trọng của hiện tượng vật lý này đã được Thomas Graham và Joseph Loschmidt đưa ra ngoài ánh sáng. Ông đã thành công trong việc hóa lỏng một vài loại khí; nghiên cứu về hợp chất của thép, và tạo ra những loại thủy tinh mới dùng cho mục đích quang học. Một mẫu vật trong những miếng thủy tinh nặng nề này sau đó đã làm nên lịch sử khi mà Faraday đã phát hiện ra hiện tượng xoay mặt phẳng ánh sáng phân cực khi đưa miếng thủy tinh này vào trường điện từ, và nó cũng là vật liệu đầu tiên bị đẩy bởi các cực của từ trường.
Ông đã sáng chế ra thứ mà sau này gọi là đèn Bunsen, loại đèn này đã được sử dụng hầu hết trong các phòng thí nghiệm vì tính tiện lợi của nguồn nhiệt.
Faraday nghiên cứu bao trùm trong lĩnh vực hóa học, khám phá ra các chất hóa học như benzene, và hóa lỏng các khí ví dụ như clo. Sự hóa lỏng khí chứng minh rằng khí chỉ là dạng hơi của chất lỏng có điểm sôi rất thấp, và đưa ra quan điểm chắc chắn về sự kết hợp phân tử. Vào năm 1820 Faraday công bố hợp chất tổng hợp đầu tiên làm từ cacbon và clo, C2Cl6 và C2Cl4, và xuất bản các kết quả nghiên cứu trong các năm tiếp theo. Faraday cũng xác định được cấu tạo của chlorine clathrate hydrate, chất đã được khám phá bởi Humphry Davy vào năm 1810.
Faraday cũng đã khám phá ra các định luật điện phân và đưa ra công chúng các thuật ngữ như anode, cathode, electrode, và ion, các thuật ngữ này phần lớn xuất phát bởi William Whewell.
Faraday là người đầu tiên công bố cái mà sau này được gọi là metallic nanoparticles. Vào năm 1847 ông khám phá ra rằng quang tính của nước vàng (gold colloid) khác với quang tính của các kim loại thông thường khác. Đây có thể là xuất bản đầu tiên về sự khảo sát tác động ở mức lượng tử, và có thể được xem là đã khai sinh ra ngành công nghệ nano.

### Điện và Từ
Faraday được biết đến nhiều nhất vì những thành quả trong lĩnh vực Điện và Từ học. Thí nghiệm được ghi chép đầu tiên của ông là làm nên pin volta bằng 7 đồng xu, xếp chồng lên 7 tấm kẽm và 7 miếng giấy được tẩm nước muối. Với loại pin này, ông đã phân tích hợp chất Magnesi sulphat.

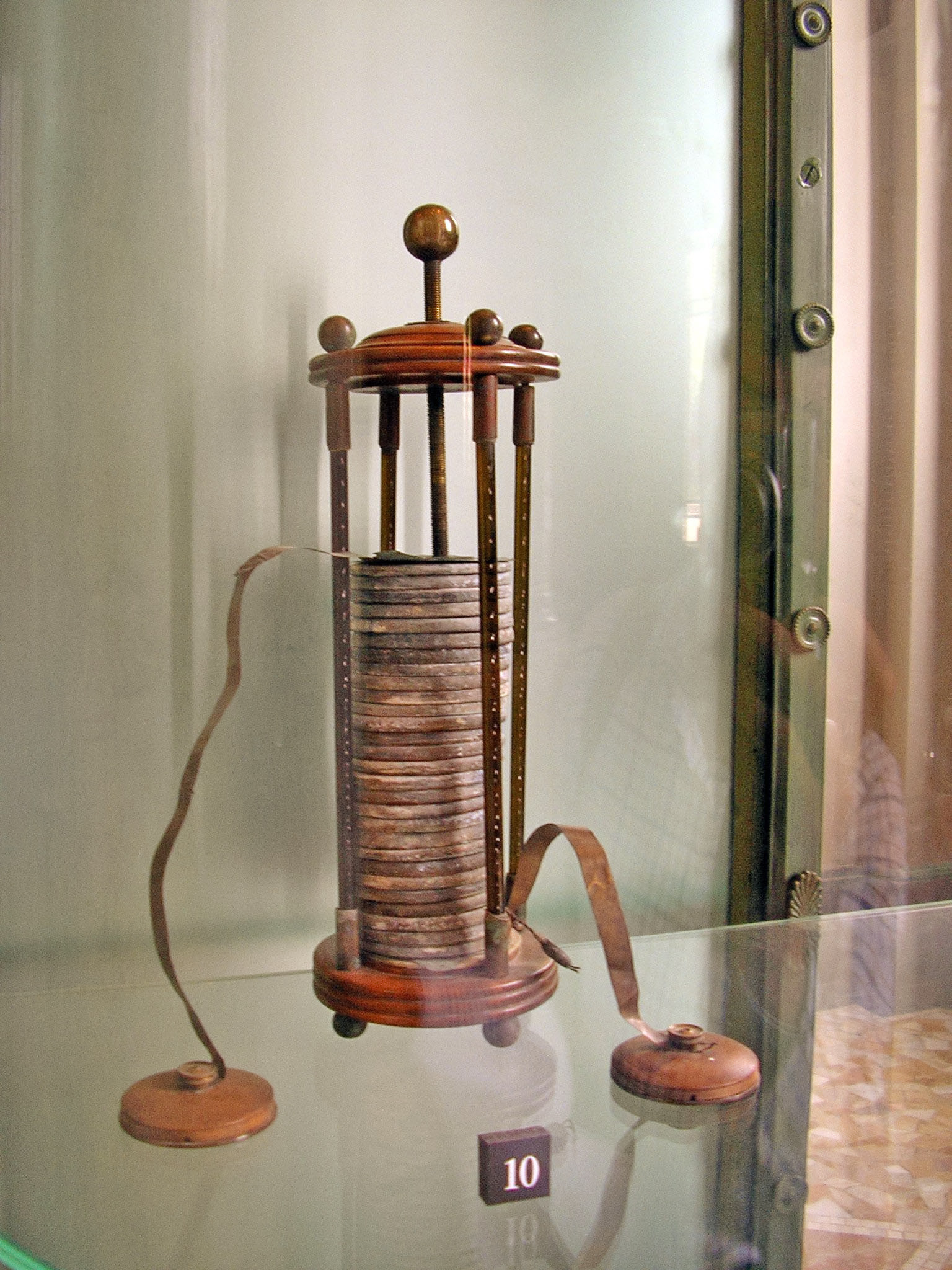
Pin Volta

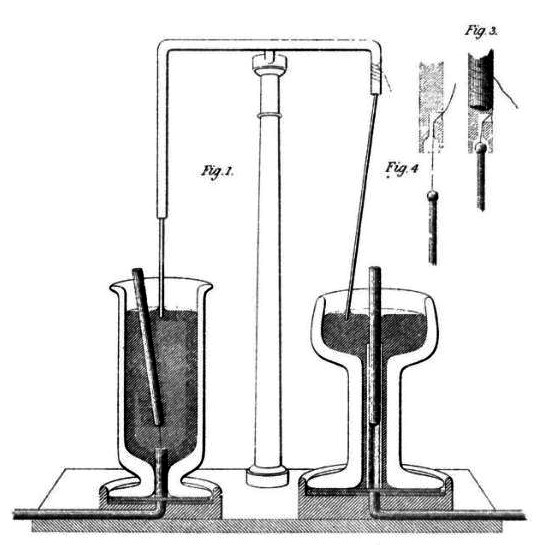
Thí nghiệm điện trường xoay của Faraday, ca. 1821

Một solenoid

Vào năm 1821, ngay sau khi nhà hóa học, vật lý học người Đan Mạch, Hans Christian Ørsted khám phá ra hiện tượng điện từ trường, Davy và một nhà khoa học người Anh William Hyde Wollaston cố gắng làm ra một động cơ điện nhưng bất thành. Faraday, đã thảo luận vấn đề động cơ điện với hai ông này, tiến hành chế tạo hai thiết bị phát ra điện từ trường xoay: chuyển động xoay liên tục xuất phát từ lực từ xoay xung quanh dây điện và dây điện được nhúng vào cốc nước thủy ngân có thỏi nam châm bên trong sẽ xoay xung quanh thỏi nam châm nếu được cấp dòng điện từ nguồn pin hóa học. Thiết bị sau này được biết đến với cái tên homopolar motor. Những thí nghiệm và phát minh này hình thành ra nền tảng của công nghệ điện từ hiện đại. Quá hứng thú, Faraday đã công bố các kết quả này mà không đề cập đến phần việc làm với Wollaston và Davy. Từ đó dẫn đến cuộc tranh cãi trong Hội hoàng gia Luân Đôn, nó làm căng thẳng mối quan hệ thâm niên của ông với Davy và có thể đã góp phần bổ nhiệm ông sang lĩnh vực khác, vì thế ông đã bị đưa ra khỏi hoạt động nghiên cứu điện từ trường trong vài năm.
Từ phát hiện đầu tiên về điện từ vào năm 1821, Faraday tiếp tục công việc ở phòng thí nghiệm để khám phá tính chất của vật liệu và tiến hành các thí nghiệm cần thiết. Vào năm 1824, Faraday làm một mạch điện để tìm hiểu liệu một từ trường có thể tác động lên dòng điện của dây điện đặt gần nhau, nhưng không tìm ra kết quả nào. Ông theo đuổi các nghiên cứu với ánh sáng và điện từ trong ba năm mà không có kết quả nào mới. Trong suốt bảy năm tiếp theo, Faraday dành phần lớn thời gian vào việc hoàn thiện công thức cho chất lượng kính quang học, hợp chất chì boro-silicate, thứ mà ông đã sử dụng cho nghiên cứu sau này về việc kết hợp giữa ánh sáng và điện từ. Trong khi nhàn rỗi, Faraday tiếp tục xuất bản các kết quả thí nghiệm (một số liên quan tới điện từ) và đã trao đổi thư từ với các nhà khoa học nước ngoài (cũng làm việc với điện từ) mà ông đã gặp trước đây ở các chuyến đi châu Âu với Davy. Sau khi Davy mất được 2 năm, vào năm 1831, ông bắt đầu công bố một loạt các thí nghiệm mà ông đã khám phá về cảm ứng điện từ. Joseph Henry dường như đã khám phá ra hiện tượng tự cảm ứng sớm hơn vài tháng và kết quả của cả hai muộn hơn của Francesco Zantedeschi ở Ý đã được công bố vào năm 1829 và 1830.

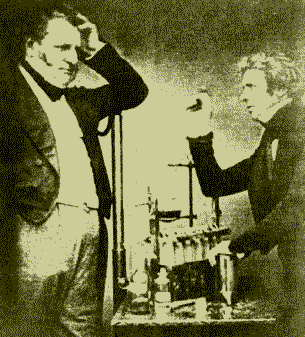
Nhà hóa học người Anh John Daniell (bên trái) và Michael Faraday (bên phải), được tin là sáng lập ra ngành điện hóa ngày nay.

Thành quả lớn nhất của Faraday đến khi ông quấn hai cuộn dây cách điện xung quanh một vòng kim loại, và phát hiện rằng, mỗi khi cho dòng điện chạy qua cuộn dây này thì lập tức có một dòng điện được sinh trong cuộn dây kia. Hiện tượng này được gọi là hỗ cảm. Dụng cụ cuộn dây - vòng kim loại này vẫn còn được trưng bày tại Học viện Hoàng Gia. Trong các thí nghiệm tiếp theo, ông thấy rằng, nếu ông di chuyển thanh nam châm qua cuộn dây, một dòng điện sẽ chạy trong cuộn dây. Dòng điện cũng sẽ xuất hiện nếu cuộn dây di chuyển qua thanh nam châm đứng yên. Thí nghiệm của ông cho thấy rằng sự thay đổi từ trường tạo ra dòng điện. Mối quan hệ này được toán học hóa bởi James Clerk Maxwell với tên Định luật cảm ứng Faraday, một trong bốn Phương trình Maxwell. Những phương trình này ngày nay được biết đến với tên gọi lý thuyết trường.
Sau này Faraday sử dụng nguyên lý này để tạo ra dynamo, nguồn gốc của máy phát điện ngày nay.
Vào năm 1839, ông hoàn thành loạt sách về các thí nghiệm nghiên cứu bản chất cơ bản của điện học. Faraday đã sử dụng tĩnh điện, pin, và điện sinh học để tạo ra lực hút tĩnh điện, điện phân, điện từ trường, v.v.. Ông kết luận rằng, trái ngược với quan điểm khoa học thời đó, ranh giới giữa "các loại" điện là hư cấu. Faraday thay vì kết luận rằng chỉ có một loại điện tồn tại, thì ông nói sự thay đổi về số lượng và cường độ (dòng và thế) sẽ tạo ra nhiều hiện tượng khác nhau.
Khi gần kết thúc sự nghiệp của mình, Faraday cho rằng lực điện từ trường tồn tại ở khoảng không gian trống xung quanh cuộn dây. Ý tưởng này đã bị phản đối bởi những nhà khoa học sau ông, và Faraday đã không sống đến lúc nhìn thấy ý tưởng được chứng minh là đúng. Những khái niệm của Faraday về đường từ phát ra từ nam châm đã chỉ ra cách quan sát dòng điện và từ trường. Kiến thức này đã góp phần quan trọng tạo nên sự phát triển thành công của các thiết bị điện cơ mà nó đã chiếm lĩnh trong lĩnh vực công nghệ và công nghiệp trong những năm còn lại thế kỷ 19.

### Nghịch từ

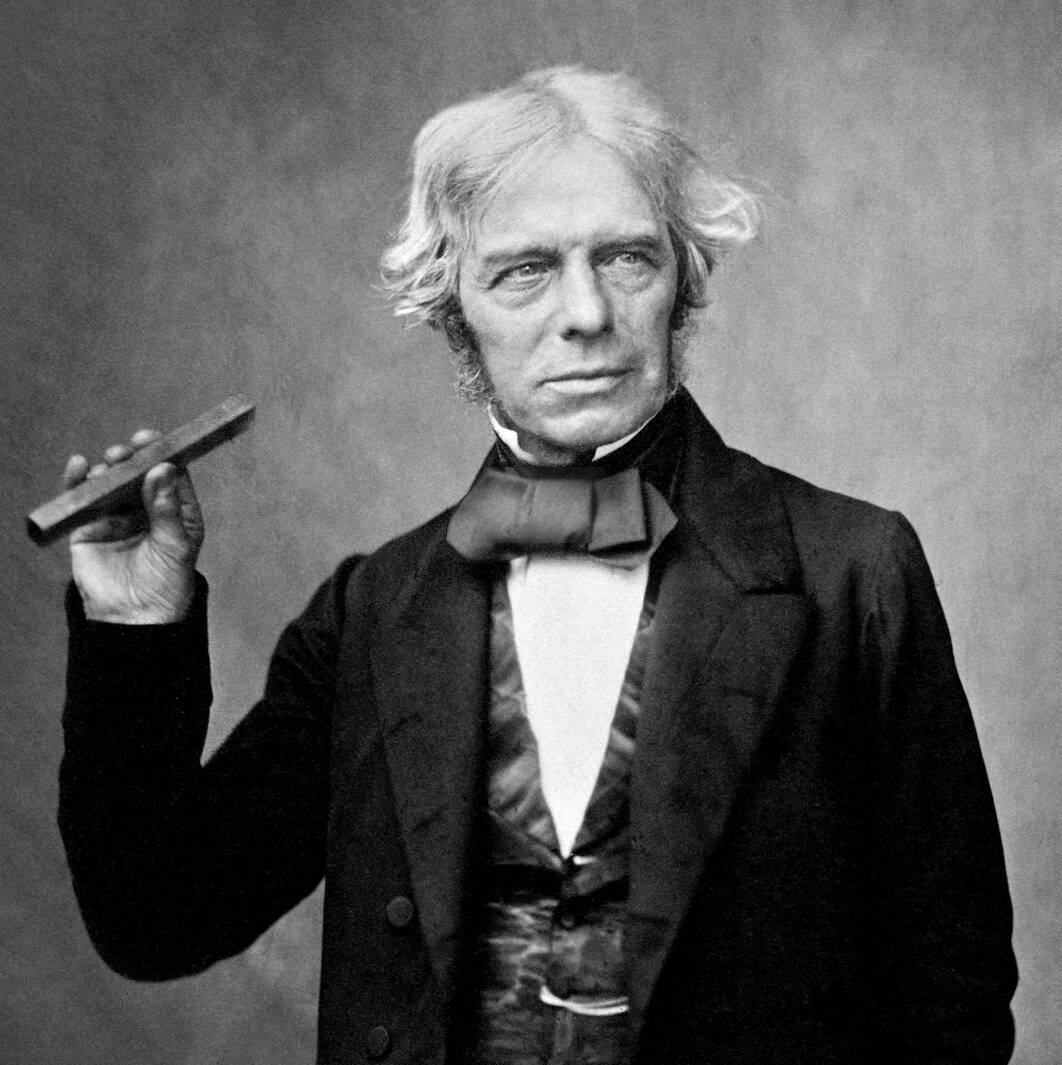
Michael Faraday đang cầm thanh thủy tinh mà ông sử dụng vào năm 1845 để chứng minh rằng từ trường có thể tác động đến ánh sáng trong điện môi.

Vào năm 1845, Faraday khám phá ra rằng nhiều vật liệu tồn tại một lực đẩy nhỏ bởi từ trường, một hiện tượng ông gọi là nghịch từ.
Faraday cũng phát hiện ra rằng mặt phân cực của ánh sáng phân cực tuyến tính có thể bị đảo bởi một từ trường ngoài tác động lên đường đi của ánh sáng. Ngày nay cái này được biết đến với thuật ngữ Hiệu ứng Faraday. Ông viết rằng, "I have at last succeeded in illuminating a magnetic curve or line of force and in magnetising a ray of light". ("Cuối cùng tôi đã thành công trong việc chiếu sáng đường cong của điện từ hoặc đường lực và trong việc từ hóa các tia sáng")
Lúc cuối đời (năm 1862), Faraday sử dụng kính quang phổ để tìm sự biến đổi khác nhau của ánh sáng, sự thay đổi quang phổ ánh sáng vì từ trường. Tuy nhiên, những thiết bị ông dùng không đủ tốt để phát hiện ra sự thay đổi quang phổ. Pieter Zeeman sau này đã sử dụng thiết bị cải tiến hơn để nghiên cứu hiện tượng này, công bố kết quả vào năm 1897 và nhận giải Nobel vật lý vào năm 1902 vì thành công này. Trong cả bản nghiên cứu năm 1897 và bản thuyết trình nhận giải Nobel, Zeeman đều đề cập tới thí nghiệm của Faraday.

### Lồng Faraday

Điện trường bên ngoài tạo ra dòng điện trong bề mặt lồng Faraday, làm cho bên trong lồng không có điện trường.

## Xem thêm

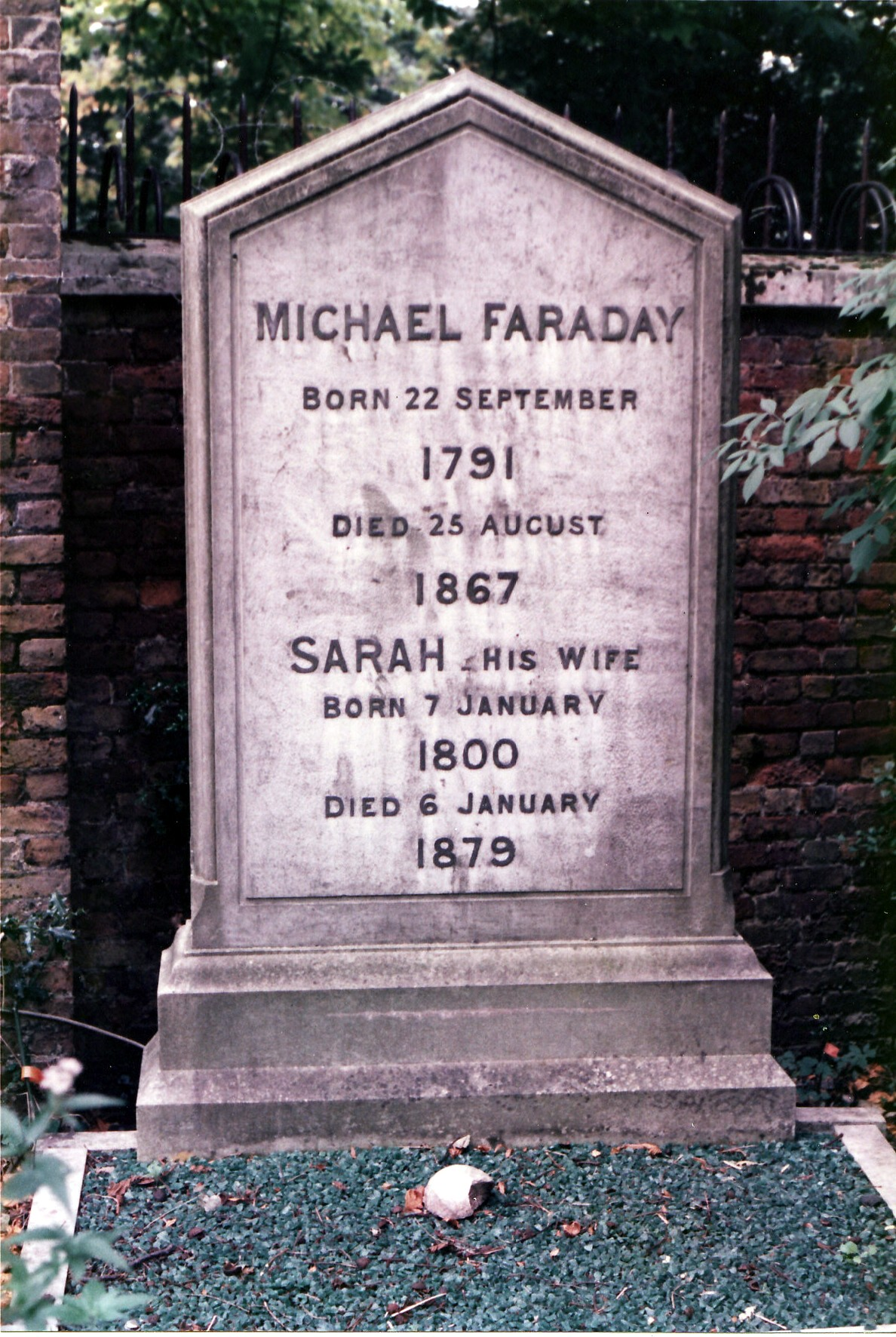
Mộ của Michael Faraday tại nghĩa trang Highgate

### Biographies
- Bence Jones, Henry (1870). The Life and Letters of Faraday. Philadelphia: J. B. Lippincott and Company.
- Cantor, Geoffrey (1991). Michael Faraday, Sandemanian and Scientist. Macmillian. ISBN 0-333-55077. {{Chú thích sách}}: Kiểm tra giá trị |isbn=: số con số (trợ giúp)
- Gladstone, J. H. (1872). Michael Faraday. London: Macmillan.
- Hamilton, James (2002). Faraday: The Life. London: Harper Collins. ISBN 0-00-716376-2.
- Hamilton, James (2004). A Life of Discovery: Michael Faraday, Giant of the Scientific Revolution. New York publisher = Random House: Random House. ISBN 1-4000-6016-8. {{Chú thích sách}}: Thiếu dấu sổ thẳng trong: |location= (trợ giúp)
- Hirshfeld, Alan W. (2006). The Electric Life of Michael Faraday. Walker and Company. ISBN 978-0802714701.
- Thompson, Silvanus (1901). Michael Faraday, His Life and Work. London: Cassell and Company. ISBN 1-4179-7036-7.
- Tyndall, John (1868). Faraday as a Discoverer. London: Longmans, Green, and Company.
- Williams, L. Pearce (1965). Michael Faraday: A Biography. New York: Basic Books.
- The British Electrical and Allied Manufacturers Association (1931). Faraday. R. & R. Clark, Ltd., Edinburgh, 1931.
- Agassi, Joseph (1971). Faraday as a Natural Philosopher. Chicago: University of Chicago Press.
- Ames, Joseph Sweetman (Ed.) (ngày 2 tháng 5 năm 2025). The Discovery of Induced Electric Currents. Quyển 2. New York: American Book Company.{{Chú thích sách}}:  Quản lý CS1: năm (liên kết)
- Gooding, David (Ed.) (1985). Faraday Rediscovered: Essays on the Life and Work of Michael Faraday, 1791-1867. London/New York: Macmillan/Stockton.
- Thomas, John Meurig (1991). Michael Faraday and the Royal Institution: The Genius of Man and Place. Bristol: Hilger. ISBN 0-7503-0145-7.
- Russell, Colin A. (Ed. Owen Gingerich) (2000). Michael Faraday: Physics and Faith (Oxford Portraits in Science Series). New York: Oxford University Press. ISBN 0-19-511763-8.

- Biography at The Royal Institution of Great Britain Lưu trữ ngày 12 tháng 3 năm 2004 tại Wayback Machine
- Faraday as a Discoverer by John Tyndall, Project Gutenberg (downloads)
- The Christian Character of Michael Faraday
- Michael Faraday on the British twenty-pound banknote Lưu trữ ngày 13 tháng 12 năm 2011 tại Wayback Machine
- The Life and Discoveries of Michael Faraday by J. A. Crowther, London: Society for Promoting Christian Knowledge, 1920

### Others
- Michael Faraday's announcement of ether as an anesthetic in 1818 Lưu trữ ngày 22 tháng 5 năm 2011 tại Wayback Machine
- Interactive Java Tutorial on Faraday's 1821 Motor Lưu trữ ngày 15 tháng 9 năm 2010 tại Wayback Machine National High Magnetic Field Laboratory
- Interactive Java Tutorial on Faraday's Ice Pail Experiment Lưu trữ ngày 15 tháng 6 năm 2010 tại Wayback Machine National High Magnetic Field Laboratory
- "Faraday" at LoveToKnow 1911 Britannica Online Encyclopedia
- Michael Faraday trên DMOZ
- Các tác phẩm của Michael Faraday tại Dự án Gutenberg (downloads)
- "Experimental Researches in Electricity" by Michael Faraday Lưu trữ ngày 31 tháng 10 năm 2010 tại Wayback Machine Original text with Biographical Introduction by Professor John Tyndall, 1914, Everyman edition.
- Video Podcast with Sir John Cadogan talking about Benzene since Faraday Lưu trữ ngày 16 tháng 5 năm 2006 tại Wayback Machine
- The letters of Faraday and Schoenbein 1836-1862. With notes, comments and references to contemporary letters (1899) full download PDF

Bản mẫu:Scientists whose names are used as SI units
Bản mẫu:Scientists whose names are used in physical constants
Bản mẫu:Copley Medallists 1801-1850